# Instruction budgétaire et comptable M14
L'instruction budgétaire et comptable M14 était le cadre juridique qui réglementait la comptabilité des communes françaises , des syndicats de communes et des établissements publics de coopération intercommunale (EPCI). Elle a été remplacée par l'instruction M57 depuis le 1er janvier 2024.

## Le champ d'application
L'instruction budgétaire et comptable « M 14 » est  applicable aux communes et aux établissements publics communaux et intercommunaux et aux  établissements à caractère administratif ; elle ne concerne pas les services publics industriels et commerciaux (M 4) comme les services des eaux et de l'assainissement ou les services de transport des personnes, les hôpitaux (M 21), les établissements publics sociaux et médico-sociaux comme les EHPAD ou les ESAT (M 22), les établissements d'enseignement supérieur (M 9-3)…; l'État, départements (M 52), les régions (M 71) sont également soumis à d'autres instructions.
Quatre versions de la M 14 sont applicables : 
- le plan de comptes M 14 développé pour les communes de 500 habitants et plus ;
- le plan de comptes M 14 abrégé des communes de moins de 500 habitants ;
- le plan de comptes M 14 applicable aux caisses des écoles ;
- le plan de comptes M 14 applicable aux CCAS (Centre communal d'Action Sociale) et CIAS (Centre Intercommunal d'Action Sociale).

## Histoire
La normalisation comptable communale trouve son origine directe l'ordonnance royale du 14 septembre 1822 « ordonnance relative à la comptabilité et la justification des dépenses publiques ».  Cette ordonnance s’applique aux dépenses des ministères, et, ainsi que le précise l'article 23, « les règles prescrites par la présente ordonnance s'applique aux dépenses des départements et des communes ». Les principaux apports de ce texte :
- Le titre 1  est consacré est la présentation du budget, il inclut la notion d'exercice comptable ;
- Le titre 2 est intitulé « de l'ordonnancement des dépenses » : le principe de l'engagement des dépenses par un ordonnateur est posé. La nécessité des pièces justificatives est énoncée avec précision ;
- Le titre 3 concerne le paiement. La  distinction  comptable-ordonnateur est faite ;
- Le titre 4 est intitulé « des comptes ». Les documents à tenir sont le grand livre et le journal, en parties doubles, « dans lesquels sont consignés sommairement à leur date toutes les opérations concernant la fixation des crédits, la liquidation des dépenses, l’ordonnancement et le paiement ». Ces enregistrements donnent lieu à transmission mensuelle à l'autorité supérieur.

Elle remplace les instructions précédentes M 11 et M 12. En effet, à la fin des années 1980, le besoin de moderniser le cadre comptable et budgétaire des communes a été renforcé par les conséquences des lois de décentralisation et par un nouveau plan comptable général applicable à partir de 1982. Son contenu s'inspire des travaux réalisés entre 1990 et 1992 par le Comité consultatif pour la réforme des comptabilités locales. 
Issue d'une série de lois, de décrets l'instruction budgétaire et comptable M 14 a fait l'objet d'une expérimentation durant 4 ans avant d'être appliquée à l'ensemble des communes en 1997. Elle a subi une réforme simplificatrice qui est entrée en vigueur le 1er janvier 2006. Notamment, de nombreuses opérations dites d'ordre ne sont plus prévues au budget mais sont exécutées normalement (Écritures de sortie du bilan d'un élément immobilisé, par exemple).
Le décret no 2012-1246 du 7 novembre 2012 relatif à la gestion budgétaire et comptable publique (titre IV Les comptabilités), qui concerne les communes mais aussi toute la comptabilité publique réaffirme les principes fondamentaux et prend  en compte les nouveaux modes de gestion et de contrôle des dépenses publiques.
Une instruction provisoire de novembre 2013 refonde et actualise les dernières modifications intervenues. Elle est en vigueur au 1er janvier 2014.

## Contenu
La M14 met en place divers mécanismes modernes qui permettent aux ordonnateurs et aux comptables de suivre les finances des collectivités publiques. Elle s'inscrit dans un mouvement général de rénovation de la comptabilité publique locale.
Elle a introduit pour les collectivités locales la notion de rattachement des charges et des produits à l'exercice, la comptabilisation des amortissements et des provisions ainsi que la gestion des intérêts courus non-échus (ICNE). L'instruction comptable M14 (et ses dérivées pour les départements M52, les régions M71, ...) a contribué à rapprocher les méthodes comptables des collectivités locales de celles des entreprises privées à travers un plan comptable.

### Les principes comptables
Ils sont énoncés dans l'article 57 du décret de 2012 : 
- 1° Les comptes doivent être conformes aux règles et procédures en vigueur ;
- 2° Ils doivent être établis selon des méthodes permanentes, dans le but d'assurer leur comparabilité entre exercices comptables ;
- 3° Ils doivent appréhender l'ensemble des événements de gestion, en fonction du degré de connaissance de leur réalité et de leur importance relative, dans le respect du principe de prudence ;
- 4° Ils doivent s'attacher à assurer la cohérence des informations comptables fournies au cours des exercices successifs en veillant à opérer le bon rattachement des opérations à l'exercice auquel elles se rapportent ;
- 5° Ils doivent être exhaustifs et reposer sur une évaluation séparée et une comptabilisation distincte des éléments d'actif et de passif ainsi que des postes de charges et de produits, sans possibilité de compensation ;
- 6° Ils doivent s'appuyer sur des écritures comptables fiables, intelligibles et pertinentes visant à refléter une image fidèle du patrimoine et de la situation financière.

L'instruction M14 reprend ces principes et précise qu'il y a adaptation aux collectivités locales : " la comptabilité communale doit satisfaire aux obligations de régularité, de prudence, de sincérité et de permanence des méthodes. Tous ces principes, décrits dans le plan comptable général de 1999, sont présents dans l’instruction M14. Ils viennent compléter et conforter les règles budgétaires de l’annualité, de l’unité, de l’universalité et de l’équilibre qui s’appliquent à tout organisme public.
Néanmoins, si l’alignement sur le plan comptable général a été recherché, il a été tenu compte des spécificités des collectivités locales (missions de service public, mode de financement par l’impôt, existence d’un budget présenté et équilibré par section, caractère limitatif des autorisations budgétaires, séparation des fonctions de l’ordonnateur et du comptable…).

### Le cadre comptable
Le titre 1 traite de la nomenclature par nature. 
1. Il comprend le chapitre 1 consacré au plan des comptes
  - Les opérations relatives au bilan sont réparties dans les cinq classes de comptes suivantes :
    - classe 1 : comptes de capitaux (capitaux propres, autres fonds propres, emprunts et dettes assimilées) ;
    - classe 2 : comptes d’immobilisations ;
    - classe 3 : comptes de stocks et en-cours ;
    - classe 4 : comptes de tiers ;
    - classe 5 : comptes financiers.

  - Les opérations relatives au résultat sont réparties dans les deux classes de comptes suivantes :
    - classe 6 : comptes de charges ;
    - classe 7 : comptes de produits.

  - La classe 8 est affectée aux comptes spéciaux.
2. Le chapitre 2 traite du fonctionnement des comptes.

Le titre 2 est consacré à la nomenclature par fonction. Les fonctions retenues sont :
- fonction 0 : services généraux
- fonction 1 : sécurité et salubrité publique
- fonction 2 : enseignement-formation
- fonction 3 : culture
- fonction 4 : sports et jeunesse
- fonction 5 : interventions sociales et santé
- fonction 6 : famille
- fonction 7 : logement
- fonction 8 ; aménagement et services urbains, environnement
- fonction 9 : action économique

L’instruction budgétaire et comptable M14 est mise à jour chaque année pour tenir compte de l’évolution du contexte législatif et réglementaire.
Le texte intégral de l'instruction comptable ainsi que les maquettes budgétaires sont disponibles sur le site du Ministère de l'intérieur (Direction générale des collectivités locales) et du Ministère du Budget, des Comptes publics et de la Fonction publique.